# Crooked Boy
Crooked Boy ist die fünfte EP von Ringo Starr nach der Trennung der Beatles. Sie wurde am 20. April 2024 anlässlich des Record Store Day veröffentlicht.

## Entstehungsgeschichte

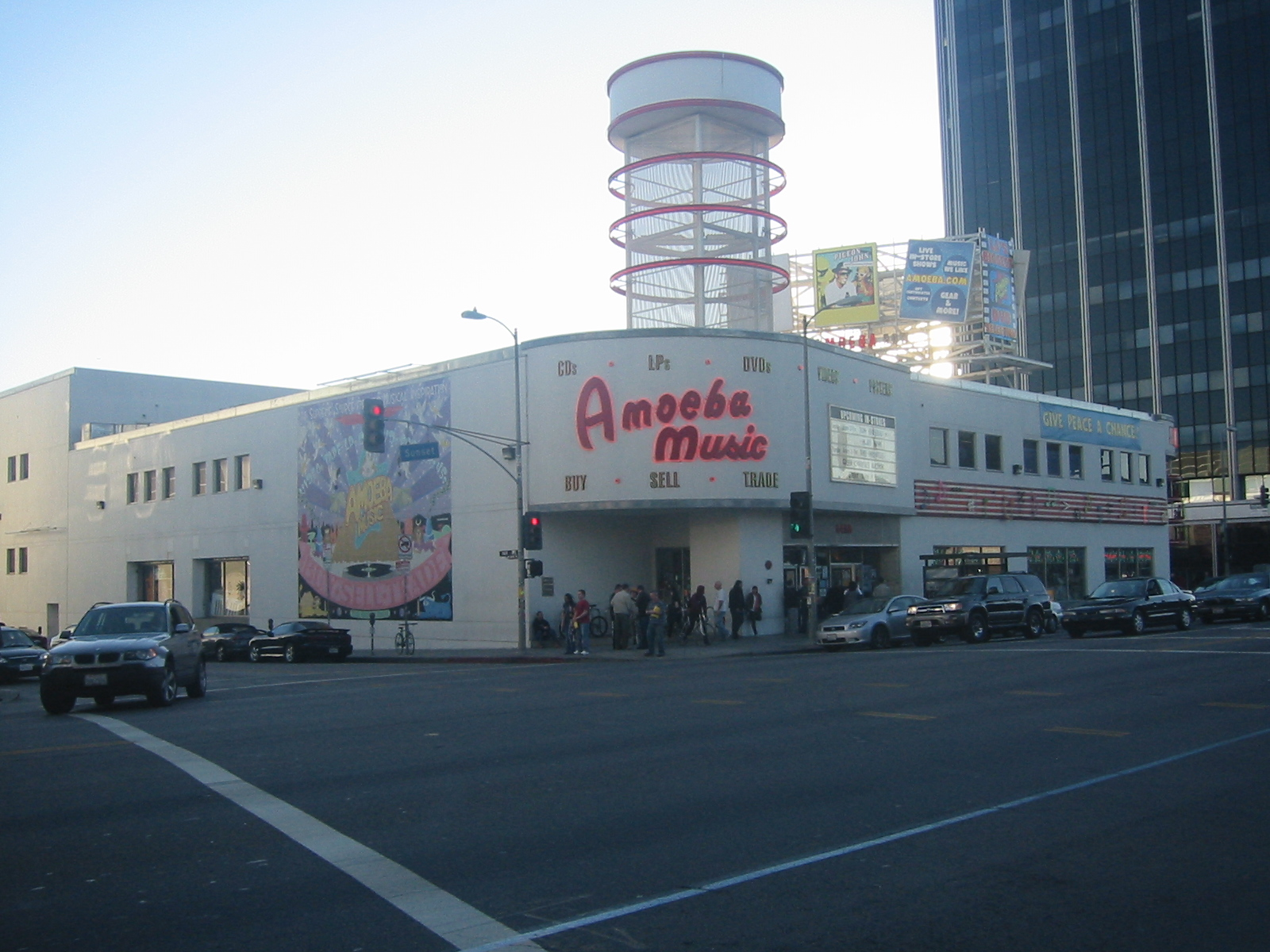
Amoeba Music am Sunset Boulevard in Hollywood, wo die EP vorgestellt wurde

Ringo Starr beschloss nach der Fertigstellung seines Albums What’s My Name (2019) zukünftig nur noch EPs aufzunehmen.
Seit den Aufnahmen zu seinem Studioalbum Y Not (2010), war Ringo Starr Produzent und Bruce Sugar Co-Produzent der Aufnahmen. Bei Crooked Boy ist nun Linda Perry die Produzentin, Toningenieurin sowie die alleinige Komponistin der Lieder. Perry schrieb schon vorher Lieder für Starr, so Coming Undone für die EP Change the World und Everyone and Everything für die EP EP3.
Die exakten Aufnahmezeiten der vier Lieder sind nicht dokumentiert. Im Gegensatz zu den Vorgänger-EPs waren an dieser EP, mit Ausnahme von Nick Valensi von The Strokes, keine weiteren prominenten Musiker beteiligt und die Aufnahmen fanden nicht im Studio von Ringo Starr, sondern in Linda Perrys Studio, den Greenleaf Studios, statt.
Die EP wurde am 18. April im Ladengeschäft der Amoeba-Music-Tonträger-Handelskette in Hollywood am Sunset Boulevard in Los Angeles vorgestellt und anlässlich dessen wurde dort die limitierte 7″-Vinyl-Single February Sky / Gonna Need Someone im roten Vinyl verkauft. Am 20. April folgte eine Listening Party in der Morrison Hotel Gallery im Sunset Marquis Hotel in West Hollywood. Dort betonte Starr, dass er nicht in seiner Vergangenheit feststeckt, und die Songs zeitgenössisch sein sollen.
Crooked Boy ist das elfte Album/EP von Ringo Starr, das bei Universal erschien.

## Covergestaltung
Das Cover entwarf Kii Arens. Der CD liegt ein aufklappbares vierseitiges Begleitblatt bei, das Informationen zum Album enthält. Das Coverfoto vom Februar 1964 stammt von Harry Benson und wurde auf Wunsch von Linda Perry verwendet.

## Titelliste
1. February Sky (Linda Perry) – 3:20
2. Adeline (Linda Perry) – 2:47
3. Gonna Need Someone (Linda Perry) – 3:01
4. Crooked Boy (Linda Perry) – 3:15

## Singleauskopplungen
- Die erste Singleauskopplung February Sky aus der EP erschien am 12. April 2024 im Download-Format, das Musikvideo zeigt unter anderen Aufnahmen von Ringo Starr aus den 1960er.[1]
- Als zweite Singleauskopplung erschien am 26. April 2024 Gonna Need Someone, ebenfalls wurde ein Musikvideo zu Gonna Need Someone veröffentlicht.[2]
- Die dritte Singleauskopplung Crooked Boy erschien am 31. Mai 2024. Das Musikvideo, das teilweise animiert war zeigt Aufnahmen aus den 1960er und den 1970er Jahren sowie aktuelle Aufnahmen von Ringo Starr.[3]

## Chartplatzierungen
Die EP Crooked Boy erreichte Platz 56 der Album-Charts in Österreich.

## Veröffentlichung
- Am 20. April 2024 erschien die EP Crooked Boy anlässlich des Record Store Day im 12″-Marbled-Vinyl-Format.[5]
- Am 26. April erschien die EP im Download und Streaming-Format.
- Eine Veröffentlichung als LP im 12″-Format und als CD erfolgte am 31. Mai 2024.